# La Motte-Saint-Martin
La Motte-Saint-Martin – miejscowość i gmina we Francji, w regionie Owernia-Rodan-Alpy, w departamencie Isère.
Według danych na rok 1990 gminę zamieszkiwało 339 osób, a gęstość zaludnienia wynosiła 23 osób/km² (wśród 2880 gmin regionu Rodan-Alpy La Motte-Saint-Martin plasuje się na 1291. miejscu pod względem liczby ludności, natomiast pod względem powierzchni na miejscu 787.).